# Stankovo
Stankovo je naseljeno mjesto u Republici Hrvatskoj u Zagrebačkoj županiji.

## Zemljopis
Administrativno je u sastavu Jastrebarskog. Naselje se proteže na površini od 4,99 km².

## Stanovništvo
Prema popisu stanovništva iz 2001. godine Stankovo ima 378 stanovnika koji žive u 117 kućanstava. Gustoća naseljenosti iznosi 75,75 st./km².
| broj stanovnika | 258   | 280   | 350   | 441   | 475   | 468   | 484   | 520   | 513   | 526   | 513   | 483   | 462   | 402   | 378   | 370   | 296   |
|                 | 1857. | 1869. | 1880. | 1890. | 1900. | 1910. | 1921. | 1931. | 1948. | 1953. | 1961. | 1971. | 1981. | 1991. | 2001. | 2011. | 2021. |